# Bag bjergene
Bag bjergene er en børnefilm fra 2004 instrueret af Katia Forbert Petersen og Annette Mari Olsen efter eget manuskript.

## Handling
Reyhane og Farzane er seks år gamle og kusiner. De er født og opvokset i en lejr for afghanske flygtninge i Iran, tæt på grænsen til Afghanistan. Gennem pigtrådshegnet rundt om lejren er der udsigt til de bjerge, der danner en naturlig grænse mellem de to lande. I dokumentarfilmen »Bag bjergene« følger vi de to piger i ugerne op til deres første skoledag. Uniformerne skal skræddersyes, og der skal købes skoletaske. Forventningerne er store, for skolestarten rummer drømmen om en bedre fremtid. Pigernes liv er både fremmed og velkendt. Når de laver drager af plastikposer, kysser Koranen eller knækker pistacienødder for at tjene til skoleudstyret, vil europæiske børn mærke afstand. Men når de pjatter på vej til første skoledag, forsvinder afstanden som dug for ørkensolen. »Bag bjergene« er på trods af den barske baggrund en meget livsbekræftende film.